# Prix TEFI
Les prix TEFI, ou plus simplement les TEFI (ТЭФИ en russe), sont des récompenses de télévision russes qui honorent chaque année, depuis 1994, les meilleures émissions et les meilleurs professionnels de la télévision russe. Elles sont remises par l'Académie de la télévision russe.Est un analogue russe du prix américain "Emmy".

## Histoire
- En avril 1994, un certain nombre d'organismes de radiodiffusion influents (RG «Ostankino", la société de Télévision NTV et 2x2[1]) l'Académie de la télévision russe a été créée, remplaçant en fait les festivals de films de télévision, dont le dernier (XV) a eu lieu en 1993у[2]. 21 octobre 1994[3] L'Académie de la télévision russe a créé le prix "tefi «(de»l'Éther de Télévision"). La première comprenait trois nominations pour les émissions de télévision d'art ("Meilleur film de télévision" «" meilleure émission de divertissement", "meilleur présentateur de divertissement"), une pour les émissions de télévision d'art et de Journalisme (»meilleure émission sur l'art"), cinq pour l'information et la politique publique ("Meilleure émission d'information", "Meilleur présentateur de l'émission d'information", "Meilleur journaliste", " Meilleure émission, "Meilleur transfert pour les enfants"»;
- En 1998, la nomination "meilleur film de télévision" a été divisée en nominations "jeu de Télévision (long métrage) film ou série télévisée "et «documentaire de Télévision ou série télévisée", de la nomination "programme Publiciste» a été attribué la nomination «Talk-Show", de la nomination "Programme sur le sport — - la nomination" commentateur Sportif«, introduit les nominations» travail de réalisateur«,» travail de Cameraman «et»travail de Production".
- En 2000, la catégorie "jeu Télévisé (long métrage) ou série télévisée" a été divisée en Catégories "Long métrage / jeu télévisé" et "long métrage/jeu télévisé", la catégorie "Divertissement" pour "jeu Télévisé" et "programme Humoristique", la catégorie «Journalisme d'investigation» a été distinguée de la catégorie "Journaliste" - la catégorie «Intervieweur", la catégorie «Scénariste»a été introduite;
- Le prix tefi 2002 devait initialement se tenir en octobre 2002, mais en raison des événements tragiques survenus à Moscou du 23 au 26 octobre 2002[4],elle a été reportée à janvier 2003.
- En 2003, les nominations "Interprète de rôle masculin dans un film de télévision/série télévisée" « "Interprète de rôle féminin dans un film de télévision/série télévisée", "artiste-réalisateur" et "ingénieur du Son", les nominations "Scénariste" « "travail de réalisateur" et «travail de Cameraman " sont divisées en nominations pour des films de télévision ou des séries télévisées et des nominations pour des émissions thématiques;
- En 2004, les nominations «Scénariste», «travail de réalisateur» et «travail d'Opérateur» pour les téléfilms et les séries télévisées ont été divisées en Catégories correspondantes pour les longs métrages et les séries télévisées et les nominations pour les documentaires et les séries télévisées, de la nomination «programme sur la science» a été attribué la nomination «programme sur l'histoire». En 2007, la Holding «Gazprom-Media» (les chaînes de télévision «NTV» et «TNT»)a refusé de participer au concours[5].
- En 2008, la société nationale de télévision et de radiodiffusion (VGTRK) (chaînes de télévision «Russie», «culture», «Sport» et «Vesti»)a refusé de participer au concours[6].Dans la même année, la nomination «Série télévisée d'art» a été attribué à la nomination «Sitcom", les nominations «Producteur», "artiste-réalisateur" et "ingénieur du Son" ont été divisés en Catégories respectives pour les films de télévision ou de séries télévisées et les nominations pour les programmes thématiques;
- Après le départ de plusieurs grandes chaînes de télévision, Vladimir Posner a quitté le poste de président de l'Académie de la télévision russe, à ce poste, il a été remplacé par Mikhaïl Chvydkoï[7].
- En 2011, la nomination «série télévisée d'art» a été attribuée à la nomination «série télévisée d'art — téléroman/telenovela», la nomination «programme Musical» a été divisée en «programme Musical. Classique " et " programme de Musique. Musique populaire», «jeu de Télévision " sur «jeu de Télévision. Concours intellectuel " et " jeu Télévisé. Compétition sportive»
- En 2013, VGTRK a quitté la composition des fondateurs de l'Académie de la télévision russe, cessant ainsi son financement et privant ses chaînes régionales de la possibilité de participer aux concours «tefi»[8]. Après cela, "La première chaîne" a déclaré le refus de mettre en avant leurs programmes sur "tefi-2013 "" en raison de l'absence de principaux concurrents»[9], et Mikhail shvydkoy - sur le départ du président de l'Académie de la télévision russe[10].
- 23 avril 2013Le conseil des fondateurs de la Fondation "Académie de la télévision russe" a décidé que le concours " tefi» n'a pas lieu avant l'élaboration de nouveaux règlements et règles pour la tenue[11].
- En décembre 2013, le conseil des fondateurs de la Fondation «Académie de la télévision russe» a pris des décisions sur l'élection du président de l'Académie Alexander akopov et l'examen de la question du transfert des droits de propriété sur les marques «tefi»[12] partenariat à but non lucratif «Comité des prix de la télévision industrielle "(directeur général-Pavel korchagin)[13]. La procédure de transfert des droits de propriété est définitivement terminée le 3 avril 2014[14].
- 24 mars 2014 annoncé la reprise du concours National, a commencé la réception des travaux pour le prix "tefi-2014". Les noms des Catégories («émission de Jour» et «soirée prime») et le nombre de nominations en eux (12 dans chacun) ont été modifiés, parmi les nominations pour les programmes artistiques sont restés «film de Télévision/série télévisée» (pour les films de télévision, mini-séries, séries télévisées horizontales, Telenovelas du soir, drames procéduraux du soir et comédies de situation du soir), «Meilleur acteur Telenovelas Et drames procéduraux de jour) et» sitcom «pour l'émission de jour. Les règles de vote ont également été modifiées: le jury comprend désormais 20 membres de chacun des fondateurs (parmi eux: «First Channel», VGTRK, «Gazprom-Media Holding», «STS Media» Et «National Media Group»)[15].
- 11 février 2015 la direction du NP "Comité des prix industriels de la télévision" a subi des changements de personnel. Le président du conseil des fondateurs est devenu Mikhail shvydka, et le poste de directeur général a été approuvé par Maya kobahidze[16].
- En 2016, dans le cadre du groupe de nomination «émission de jour», les nominations «Telenovela " et "sitcom" ont été fusionnées dans la catégorie "série télévisée de Jour", dans le groupe de nomination «Soirée prime "de la catégorie" film/série Télévisée "(qui contient des téléfilms, des mini-séries, des séries télévisées horizontales, des Telenovelas du soir et des drames procéduraux du soir),, de la nomination «programme de Divertissement «(qui a laissé des programmes de concerts de musique et des émissions de télévision musicales) a été attribué la nomination»programme/émission Humoristique".
- La remise du prix» tefi—2017 " était initialement prévue pour le 27 juin 2017. Cependant, lors du décompte des votes du jury, il y a eu une «défaillance informatique» et les fondateurs ont décidé de voter à nouveau. Comme il ne restait plus qu'une semaine avant la cérémonie à ce moment-là, il a été décidé de la reporter au 3 octobre pour que la cérémonie se déroule «sans hâte[17].

### Région TEFI
En mars 2001 La Fondation de l'Académie de la Télévision Russe, l'Association Nationale des Radiodiffuseurs de Télévision (NAT), l'organisation publique panrusse des travailleurs des médias MediaSoyuz et l'organisation autonome à but non lucratif Internews ont décidé de créer et d'organiser le concours télévisuel panrusse TEFI-Region..
Depuis 2004, les nominations au concours sont divisées en deux domaines thématiques : « Diffusion d'information » et « Diffusion éducative et de divertissement », et seules les sociétés de télévision régionales ont le droit d'y participer.
Les prix pour les gagnants du concours TEFI-Région sont similaires aux prix du concours national TEFI.

### TEFI-Chronique de la Victoire
En 2017, un bloc d'œuvres télévisées consacrées au thème de la Grande Guerre patriotique a été séparé du prix télévisuel principal, et un concours distinct a été organisé sous le nom de « TEFI - Régiment immortel », qui est devenu deux ans plus tard le concours « TEFI-Chronicle of Victory », organisé trois fois : en 2019, 2020 et 2021.

## Lauréats
Le premier prix «tefi» «Pour une contribution spéciale au développement de la télévision» a été décerné à titre posthume à Vladislav Listyev, décédé deux mois avant la cérémonie.

## Statuette de prix
Les lauréats du concours reçoivent une statuette en bronze « Orphée » et un diplôme « d'or », les finalistes du concours reçoivent uniquement un diplôme « d'argent ». Le prix décerné aux lauréats est une sculpture du personnage de la mythologie grecque antique, le chanteur et musicien Orphée, qui se déchire la poitrine et joue des cordes de son âme. L'auteur de la statuette, le sculpteur Ernst Neizvestny, a agrandi sa statue d'Orphée de deux mètres, créée en 1962, pour ce nouveau prix. Les prix sont fabriqués dans l'atelier américain de l'élève d'Ernst Neizvestny, Jeff Blumis.Une figurine pèse 8,5 kg et son coût de production au début des années 2000 était de mille dollars américains.

## Critique
- Le film « Le Grand Mystère de l'Eau », qui a reçu trois prix, a provoqué une énorme résonance dans la société, de nombreuses controverses et critiques de la part des représentants de l'Église orthodoxe russe, qui ont accusé les créateurs de contenu occulte et ésotérique, présenté comme scientifique, ainsi que de désorienter les croyants[24],[25]. Georgy Belodurov a noté que la plupart des « académiciens » participant au film sont des académiciens de l'Académie russe des sciences naturelles..La Commission de lutte contre la pseudoscience et la falsification de la recherche scientifique de l'Académie des sciences de Russie a réagi avec une extrême fermeté au film. Son bulletin précise:

« «En avril 2006, la chaîne Rossiya a diffusé le film magistralement tourné « Le Grand Secret de l'Eau », qui ne peut être qualifié que de diffamation envers la science mondiale. Fin 2006, le film a reçu trois prix TEFI. Les maîtres de la télévision ont ainsi démontré avec conviction que le plus important pour eux est l'audience, même si elle est obtenue au prix d'une grossière tromperie. Et les organisateurs de la cérémonie de remise des prix sont indifférents au fait que la science est bafouée sans vergogne et que des idées médiévales sont imposées aux gens…». »

- Fiodor Razzakov écrit sur la remise du prix à Andreï Malakhov, citant un article du journal Izvestia[27]:

« «Aujourd'hui, cependant, Malakhov est avant tout associé à l'émission « Laissez-les parler » par le grand public, les critiques de télévision et, nous en sommes sûrs, par le pouvoir. Cette émission bafoue toute notion de moralité, même la plus élémentaire. Aussi, l'attribution du « TEFI » à Malakhov est-elle involontairement perçue comme un aveu de vulgarité. »

- Le réalisateur Oleg Dorman, qui a reçu le prix spécial de l'Académie de télévision russe en 2010 dans le cadre des prix TEFI-2010 (pour le film « Podline »), a refusé d'accepter le prix, déclarant[28]:

« Parmi les membres de l'Académie, son jury, ses fondateurs, etc., se trouvent des personnes à cause desquelles notre film n'a pas pu atteindre le public pendant onze ans. Des personnes qui méprisent le public et qui ont fait de la télévision le principal facteur de la catastrophe morale et sociale survenue ces dix dernières années…' »

- En 2004, le journaliste de télévision Eugène Kisselyov a déclaré :

« 'Lors de la création de l'académie il y a dix ans — et cela s'est produit sous mes yeux —, ses fondateurs, les dirigeants des principales chaînes de télévision russes, avaient un autre projet. Ils espéraient que l'académie parviendrait à unir la communauté télévisuelle et à raviver l'esprit de solidarité professionnelle disparu. Hélas, ces espoirs se sont révélés vains. Lorsque les passions s'exacerbaient autour de NTV, TV-6, TVS, lorsque des programmes et des chaînes entières ont été fermés, licenciés de journalistes et de leurs responsables, l'académie de télévision est restée, en règle générale, un observateur extérieur.… »

Le critique de télévision Slava Taroshina partage une opinion similaire., et la journaliste de télévision, lauréate du prix Yulia Muchnik.
- Dans le contexte du report de la cérémonie de remise des prix TEFI-2017 de juin à octobre de la même année, le journaliste russe Vladimir Kara-Murza Sr. a noté :

« Le prix est en voie de disparition. Il faut soit ramener Pozner, soit trouver une autre figure fédératrice. Il me semble que Leonid Parfyonov pourrait être une telle figure. Mais je crains qu'aucun des fondateurs ne souhaite un jugement équitable ; chacun préfère s'amuser. Aujourd'hui, le prix, malheureusement, ne reflète en rien le niveau de compétence professionnelle et n'est pas lié à la qualité du travail. Il n'y a qu'une seule force motrice : le lobby. Si le TEFI veut continuer à décerner des prix à Dmitry Kiselev, Olga Skabeeva et Valery Fadeev, qui ne méritent pas de gagner, alors rien ne doit changer. Le TEFI disparaîtra tôt ou tard… »